# Saison 1973-1974 de la LHJMQ
Saison précédente Saison suivante
La saison 1973-1974 est la cinquième saison de hockey sur glace de la Ligue de hockey junior majeur du Québec. Les Remparts de Québec remportent la Coupe du président en battant en finale les Éperviers de Sorel. 

## Contexte
Les Bruins de Shawinigan sont renommés en Dynamos de Shawinigan et les Ducs de Trois-Rivières deviennent les Draveurs de Trois-Rivières. Les Saguenéens de Chicoutimi et les Festivals de Hull rejoignent la ligue comme équipes d'expansion. Le système de divisions est recréé. Les Éperviers de Sorel terminent au premier rang en saison régulière et établissent un record de la Ligue canadienne de hockey avec 620 buts marqués. Trois joueurs de Sorel, Pierre Larouche, Michel Déziel et Jacques Cossette terminent avec plus de 90 buts et 200 points chacun. Le gardien de Sorel Claude Legris remporte le trophée du meilleur gardien de but, malgré une moyenne de 4,5 buts alloués par match, la plus haute de tout gagnant du trophée Jacques-Plante.

## Saison régulière

### Classement
| Clt | Équipe                     | PJ | V  | D  | N | BP  | BC  | Pts |
| --- | -------------------------- | -- | -- | -- | - | --- | --- | --- |
| 1   | Éperviers de Sorel         | 70 | 58 | 11 | 1 | 620 | 301 | 117 |
| 2   | Remparts de Québec         | 70 | 52 | 16 | 2 | 531 | 314 | 106 |
| 3   | Dynamos de Shawinigan      | 70 | 30 | 37 | 3 | 347 | 402 | 63  |
| 4   | Draveurs de Trois-Rivières | 70 | 22 | 47 | 1 | 310 | 449 | 45  |
| 5   | Saguenéens de Chicoutimi   | 70 | 21 | 49 | 0 | 269 | 457 | 42  |

| Clt | Équipe                       | PJ | V  | D  | N | BP  | BC  | Pts |
| --- | ---------------------------- | -- | -- | -- | - | --- | --- | --- |
| 1   | Royals de Cornwall           | 70 | 46 | 22 | 2 | 438 | 328 | 94  |
| 2   | Bleu-Blanc-Rouge de Montréal | 70 | 43 | 24 | 3 | 443 | 320 | 89  |
| 3   | Castors de Sherbrooke        | 70 | 37 | 32 | 1 | 333 | 340 | 75  |
| 4   | National de Laval            | 70 | 30 | 37 | 3 | 362 | 425 | 63  |
| 5   | Rangers de Drummondville     | 70 | 23 | 46 | 1 | 286 | 424 | 47  |
| 6   | Festivals de Hull            | 70 | 14 | 55 | 1 | 226 | 405 | 29  |

- En gras et en italique : champion de la saison régulière
- En gras : champion de division
- En italique : qualifié pour les séries

### Meilleurs pointeurs
| Joueur           | Équipe     | PJ | B   | A   | Pts | Pun |
| ---------------- | ---------- | -- | --- | --- | --- | --- |
| Pierre Larouche  | Sorel      | 67 | 94  | 157 | 251 | 53  |
| Michel Deziel    | Sorel      | 69 | 92  | 135 | 227 | 69  |
| Réal Cloutier    | Québec     | 69 | 93  | 123 | 216 | 40  |
| Jacques Cossette | Sorel      | 68 | 97  | 117 | 214 | 217 |
| Jacques Locas    | Québec     | 63 | 99  | 107 | 206 | 87  |
| Rich Nantais     | Québec     | 67 | 64  | 130 | 194 | 213 |
| Gary MacGregor   | Cornwall   | 66 | 100 | 74  | 174 | 76  |
| Guy Chouinard    | Québec     | 62 | 75  | 85  | 160 | 22  |
| Marcel Dumais    | Sherbrooke | 67 | 59  | 101 | 160 | 73  |
| Kevin Treacy     | Cornwall   | 69 | 51  | 105 | 156 | 57  |

## Séries éliminatoires
Huit équipes jouent les séries éliminatoires à l'issue desquelles la vainqueur remporte la Coupe du président.
|  | Quarts de finale | Quarts de finale             | Quarts de finale             | Quarts de finale             |                    |                    | Demi-finales | Demi-finales | Demi-finales | Demi-finales |  |  | Finale | Finale | Finale | Finale |
|  |                  |                              |                              |                              |                    |                    |              |              |              |              |  |  |        |        |        |        |
|  |                  |                              |                              |                              |                    |                    |              |              |              |              |  |  |        |        |        |        |
|  |                  |                              |                              |                              |                    |                    |              |              |              |              |  |  |        |        |        |        |
|  | E1               | Éperviers de Sorel           | 4                            | 4                            |                    |                    |              |              |              |              |  |  |        |        |        |        |
|  | E1               | Éperviers de Sorel           | 4                            | 4                            |                    |                    |              |              |              |              |  |  |        |        |        |        |
|  | E4               | Draveurs de Trois-Rivières   | 0                            | 0                            |                    |                    |              |              |              |              |  |  |        |        |        |        |
|  | E4               | Draveurs de Trois-Rivières   | 0                            | 0                            | Éperviers de Sorel | Éperviers de Sorel | 4            | 4            |              |              |  |  |        |        |        |        |
|  |                  |                              |                              |                              | Éperviers de Sorel | Éperviers de Sorel | 4            | 4            |              |              |  |  |        |        |        |        |
|  |                  |                              | Bleu-Blanc-Rouge de Montréal | Bleu-Blanc-Rouge de Montréal | 0                  | 0                  |              |              |              |              |  |  |        |        |        |        |
|  | E2               | Remparts de Québec           | Bleu-Blanc-Rouge de Montréal | Bleu-Blanc-Rouge de Montréal | 0                  | 0                  | 4            | 4            |              |              |  |  |        |        |        |        |
|  | E2               | Remparts de Québec           |                              |                              |                    |                    |              | 4            |              |              |  |  |        |        |        |        |
|  | E3               | Dynamos de Shawinigan        | 0                            | 0                            |                    |                    |              |              |              |              |  |  |        |        |        |        |
|  | E3               | Dynamos de Shawinigan        | 0                            | 0                            | Éperviers de Sorel | Éperviers de Sorel | 2            | 2            |              |              |  |  |        |        |        |        |
|  |                  |                              |                              |                              | Éperviers de Sorel | Éperviers de Sorel | 2            | 2            |              |              |  |  |        |        |        |        |
|  |                  |                              | Remparts de Québec           | Remparts de Québec           | 4                  | 4                  |              |              |              |              |  |  |        |        |        |        |
|  | O1               | Royals de Cornwall           | Remparts de Québec           | Remparts de Québec           | 4                  | 4                  | 1            | 1            |              |              |  |  |        |        |        |        |
|  | O1               | Royals de Cornwall           |                              |                              |                    |                    |              |              |              |              |  |  |        |        |        |        |
|  | O4               | National de Laval            | 4                            | 4                            |                    |                    |              |              |              |              |  |  |        |        |        |        |
|  | O4               | National de Laval            | 4                            | 4                            | Remparts de Québec | Remparts de Québec | 4            | 4            |              |              |  |  |        |        |        |        |
|  |                  |                              |                              |                              | Remparts de Québec | Remparts de Québec | 4            | 4            |              |              |  |  |        |        |        |        |
|  |                  |                              | National de Laval            | National de Laval            | 2                  | 2                  |              |              |              |              |  |  |        |        |        |        |
|  | O2               | Bleu-Blanc-Rouge de Montréal | National de Laval            | National de Laval            | 2                  | 2                  | 4            | 4            |              |              |  |  |        |        |        |        |
|  | O2               | Bleu-Blanc-Rouge de Montréal |                              |                              |                    |                    |              | 4            |              |              |  |  |        |        |        |        |
|  | O3               | Castors de Sherbrooke        | 1                            | 1                            |                    |                    |              |              |              |              |  |  |        |        |        |        |
|  | O3               | Castors de Sherbrooke        | 1                            | 1                            |                    |                    |              |              |              |              |  |  |        |        |        |        |
|  |                  |                              |                              |                              |                    |                    |              |              |              |              |  |  |        |        |        |        |

## Équipes d'étoiles
La ligue sélectionne deux équipes d'étoiles.

### Première équipe
- Gardien de but : Robert Sauvé, National de Laval
- Défenseur gauche : Denis Carufel, Éperviers de Sorel
- Défenseur droit : Bob Murray, Royals de Cornwall
- Ailier gauche : Michel Deziel, Éperviers de Sorel
- Centre : Gary MacGregor, Royals de Cornwall
- Ailier droit : Jacques Cossette, Éperviers de Sorel
- Entraîneur : Ghislain Delage, Castors de Sherbrooke

### Deuxième équipe
- Gardien de but : André Lepage, Rangers de Drummondville
- Défenseur gauche : Jean Bernier, Dynamos de Shawinigan
- Défenseur droit : Richard Mulhern, Castors de Sherbrooke
- Ailier gauche : Claude Larose, Rangers de Drummondville
- Centre : Pierre Larouche, Éperviers de Sorel
- Ailier droit : Réal Cloutier, Remparts de Québec
- Entraîneur : Ron Racette, Royals de Cornwall

## Trophées
Deux récompenses collectives et cinq individuelles sont décernées.

### Récompenses collectives
- Coupe du président (champions des séries éliminatoires) : Remparts de Québec
- Trophée Jean-Rougeau (champions de la saison régulière) : Éperviers de Sorel

### Récompenses individuelles
- Trophée Jean-Béliveau (meilleur pointeur) : Pierre Larouche, Éperviers de Sorel
- Trophée Jacques-Plante (meilleure moyenne de buts encaissés) : Claude Legris, Éperviers de Sorel
- Trophée Michel-Bergeron (meilleur recrue) : Michael Bossy, National de Laval
- Trophée Frank-J.-Selke (joueur le plus gentilhomme) : Gary MacGregor, Royals de Cornwall
- Trophée Michel-Brière (meilleur joueur) : Gary MacGregor, Royals de Cornwall